# Витрол
 Тази статия е за града във Франция.  За кантона вижте Витрол (кантон).  
Витрол (на френски: Vitrolles) е град в южна Франция, административен център на кантона Витрол в регион Прованс-Алпи-Лазурен бряг. Населението му е 33 880 души (по данни от 1 януари 2016 г.).
Витрол е предградие на агломерацията Марсилия-Екс ан Прованс, разположено брега на лагуната Етан дьо Бер, на 18 km югозападно от центъра на Екс и на 19 km северозападно от центъра на Марсилия. Селището възниква през V век, а първите писмени сведения за него са от 994 година.